# 카시 왕국
카시(산스크리트어: कासी)는 철기 시대에 존재했던 고대 인도 왕국이다. 카시의 주민들은 팔리어로 카시카로, 산스크리트어로 카셰야와 카시카로 명명되었다.

## 위치
카시 왕국은 300리그의 영역을 차지했다. 코살라에서 카시의 북쪽 경계는 사르피카 또는 샨디카 강이었고,  손강은 남쪽과 동쪽 경계를 형성하여 동쪽의 마가다에서 분리했다.
카시의 수도는 바라나시였으며 케투마티, 수룬다나, 수다사나, 브라마바다나, 푸파바티, 람마, 몰리니라고도 불렸다.

## 역사
카시는 아타르바베다의 파이팔라다 개정판에서 처음 언급되었다.
카시의 통치 가문은 바라타 씨족의 일원이었던 것으로 보이며, 한때 카시는 마하고빈다 숫탄타에서 "바라타 왕자"라고 부르는 드리타라슈트라(산스크리트어) 또는 다타랏타(팔리어)에 의해 통치되었다. 이 왕은 사타니카 사트라지타라는 또 다른 바라타계 왕에 의해 전투에서 패했고, 그 후 카시는 사타파타 브라마나 시대까지 신성한 불을 피우는 것을 중단했다.
그러나, 카시의 군주들은 모두 같은 왕조에 속했던 것으로 보이지는 않으며, 자타카는 종종 카시 왕들의 왕조의 소멸이나 카시 왕자들의 퇴위와 더 유능한 것으로 여겨지는 다른 가문의 구성원들과의 교체에 대해 언급한다. 카시의 일부 왕은 마가다 또는 비데하 기원을 갖고 브라흐마닷타라는 별칭을 가지고 있는데 비록 브라흐마닷타는 왕조 이름이지만 이들은 같은 왕조 출신이 아니었고 다르무카 자타카에 언급된 브라흐마닷타는 같은 왕조 출신이 아니라, 마가다의 왕자였으며, 두메다 자타카에서 카시의 왕과 그의 아들은 둘 다 브라흐마닷타라고 이름 지어졌고, 카시의 우다야 왕은 강가말라 자타카에서 브라흐마닷타라고 불렸고, 마티포사카와 삼불라 자타카의 브라흐마닷타는 비데하족이었다.
카시는 카우샬리야 및 비데하와 밀접하게 연결되어 있으며 잘라 자투카른야는 유명한 비데하 왕 자나카 및 웃달라카 아루니의 아들 스베타케투와 동시대인 카시 왕 아자타샤트루의 치세 동안 이 세 왕국의 푸로히타였다. 아자타샤트루는 가르기야 발라키와 철학적 토론에 참여하는 것으로우파니샤드에 묘사되며 카우시타키 우파니샤드는 아자타샤트루가 배움의 후원자로서 자나카의 명성을 질투하는 것으로 묘사한다. 웃탈라카 자타카에서는 카시의 아자타샤트루를 "브라흐마닷타"로 부르며, 그 자신이 브라흐마닷타임을 암시한다.
사타파타 브라마나에서는 아자타샤트루의 아들이자 후계자로 웃달라카 아루니에게 매료된 카시 왕인 바라드라세나 아자타사트라바를 언급한다.
삿투바스타 자타카에서는 비데하 왕 자나카와 동명이인인 자나카가 카시를 다스린다고 언급한다.
다사라타 자나카에 따르면 전설적인 영웅 다사라타와 라마는 코살라가 아니라 카시의 왕이었다.
베다 문헌에서는 디보다사라는 이름의 카시 왕과 그의 아들 또는 후손인 다이바다시 프라타르다나를 언급한다.
자이나교 문헌에 따르면 기원전 9세기에 카시의 왕은 자이나교의 제23대 티르탕카라 파라스바나타의 아버지인 아스바세나였다.
후기 철기 시대에 카시 왕국은 철기 시대 남아시아에서 가장 강력한 국가 중 하나가 되었으며 여러 자타카는 카시의 수도 바라나시가 다른 도시보다 우월하고 왕국의 통치자가 제국의 야망을 가지고 있다고 설명했다. 이 자타카에 따르면 카시의 왕은 만왕의 왕과 모든 남아시아의 군주의 지위를 추구했다. 수도인 바라나시 자체는 크기가 12 리그로, 크기가 7 리그인 미틸라 및 인다팟타보다 훨씬 컸으며 굿틸라 자타카에서는 바라나시를 모든 남아시아의 "최고 도시"라고 불렀다.
브라하찻타 자타카에 따르면, 카시 왕과 그의 대군은 북쪽 이웃인 코살라에 맞서 싸워 수도 사밧티를 점령했다. 코샴비 자타카와 마하바가에서는 카시 왕 브라흐마닷타가 코살라 디그하티를 처형한 후 코살라를 합병했다고 주장한다. 쿠날라 자타카에서는 카시의 브라흐마닷타가 코살라를 점령한 후 왕을 죽이고 코살라 왕비를 바라나시로 데려와 아내로 삼았다고 언급한다. 소나난다 자타카에 따르면 카시 왕 마노자는 코살라, 앙가 및 마가다의 왕을 정복했다. 마하바라타에서는 카시가 비타하비야 또는 하이하야의 힘을 파괴했다고 주장한다. 또한 아사카 자타카에 따르면, 데칸에 있는 아사카 왕국은 카시족의 치하에 있었다.
카시 자체는 차례로 주변의 다른 왕국들에 의해 노려졌고 한때 일곱 왕이 카시의 영토를 정복하려는 시도로 바라나시를 포위하기도 했는데, 마하슬라바 자타카에서는 코살라 왕이 카시의 왕 마하슬라바의 왕국을 점령했다고 주장했으며, 가타와 에카라하 자나카에 따르면, 코살라의 반카 왕과 답바세나 왕은 카시에 대한 종주권을 얻을 수 있었다.
카시는 붓다 시대 직전에 칸사 왕이 다스리는 코살라에게 영원히 정복당했고, 그로 인해 칸사는 "바라나시의 점령자"라는 별명을 얻었으며, 코살라 왕 마하코살라의 치세에 이르러 카시는 코살라 왕국의 완전한 일부가 되었다.
마하코살라의 딸 코살라데비가 마가다의 빔비사라 왕과 결혼했을 때, 그녀는 카시의 마을을 선물로 받았고, 옛 카시 왕국의 나머지 영토는 마하코살라의 아들 파세나디가 다스리는 코살라 왕국의 일부로 남아 있었다.
빔비사라가 살해되고 그의 아들 아자타샤트루가 마가다의 왕위를 찬탈한 후, 파세나디는 카시의 마을에 대한 그의 권리를 철회했고, 그 후 코살라와 마가다 사이의 전쟁이 계속되다 파세나디가 아자타샤트루를 사로잡아 그의 딸 바지라와 결혼시키며 끝났다. 파세나디는 카시에 있는 마을을 아자타샤트루에게 선물로 주었고, 그를 왕좌로 되돌려 주었다.
카시는 훗날 아자타샤트루가 파세나디의 왕위를 찬탈한 비두다바를 물리치고 코살라를 합병하며 마가다 제국의 일부가 되었다.

## 주해
1. ↑  Map facing page 95.[1]

## 추가 자료
- Raychaudhuri, Hemchandra (1953). 《Political History of Ancient India: From the Accession of Parikshit to the Extinction of Gupta Dynasty》. University of Calcutta.